# ГМу
ГМу — советский двухосный грузовой моторный вагон, постройки ВАРЗ.
Расшифровка названия (маркировки) — Грузовой Моторный усиленный.

## История
Вагоны строились на рубеже 1930-х — 1940-х годов. Это усиленная версия вагонов ГМ, производившихся Путиловским заводом в 20-е годы XX века.

## Устройство вагона
Вагон имеет две кабины. Изначально кабины имели округлые деревянные маски, обшитые стальными листами. При проведении капитальных или аварийных ремонтов маски менялись на цельнометаллические рублённого вида — такие вагоны получили название ТС-21. Посередине вагона расположена грузовая площадка с откидными бортами, покрытая досками. Над ней расположена ферма, соединяющая кабины и держащая на себе токоприёмник типа бугель, реостаты и грозоразрядник. Электро- и пневмооборудование, механика аналогичны оборудованию вагонов типа МС.

## Текущее состояние
На данный момент, в отреставрированном виде имеется только один вагон (в варианте ТС-21). Он находится в Петербургском музее электротранспорта. Второй вагон ГМу в виде поливомоечного вагона находится в запасниках в не отреставрированном виде. Ещё один вагон также стоит на территории музея, но будучи переделанным под вагон-памятник модели Brush.